# Robert Fiess
 (juin 2023).
Robert Fiess est un journaliste et auteur français, né le 16 août 1937 à Moyeuvre-Grande (Moselle). Il est connu pour avoir créé la version française du magazine GEO.

## Scolarité
Robert Fiess a fait sa scolarité au Lycée Pierre Corneille de Rouen

## Parcours
Après 2 années comme assistant de français en Allemagne, il commence sa carrière de journaliste à la Deutsche Welle (La Voix de l’Allemagne) à Cologne (1962/1966), puis, rentré en France, il assure les fonctions présentateur-commentateur à Radio Monte-Carlo, Paris (1966/1970).
Il quitte Radio Monte Carlo pour le desk d’Europe 1, Paris (1970/1971), puis entre à L’Express, d’abord à la rubrique Monde, puis à Vie moderne (1971/1975). À l’été 1974, il effectue un stage de deux mois à Newsweek International, New York, afin de parfaire la pratique du newsmagazine.
Après candidature, il est sélectionné « boursier de la Fondation Niemann »
, Niemann Fellowship, (université Harvard, Cambridge – Mass) ouvrant à des journalistes confirmés, sous forme sabbatique, la possibilité d’une année d’études personnelles sur le campus (1975/1976).
À son retour en France, il collabore au « news » féminin pour la région parisienne, « Vivre » (1977), Paris, puis entre dans l’équipe d’Aujourd’hui Madame, l’émission de l’après-midi, d’Antenne 2 (1977/1978).
En septembre 1978, on l’appelle pour créer la rédaction de l’édition française du  magazine Géo (société Prisma Presse). En assure la rédaction en chef jusqu’en 1989, puis la direction des rédactions autour de « Géo ». Dans cette activité, il assure la création et le lancement d’un magazine de voyages « Partance » (1991/1992), le lancement de l’édition russe de Géo, à Moscou (1997).
En 1994, il crée l’Académie Prisma Presse pour la presse magazine, dont il assure la direction jusqu’à son départ à la retraite (2002).
En 2003, il est sollicité comme conseiller éditorial par le groupe Hersant en vue d’accompagner le passage au format tabloïd des quotidiens métropolitains du groupe.
Il crée en 2009 et anime, avec les dessinateurs de presse Jérôme Liniger et Nicolas Jacquette, le blog d’imprégnation écologiste, lecrapaud.fr.

## Collaborations
- Revue universitaire « Communications et Langages ».
- Revue « Paris Berlin » (2007/2010)
- Journal Paris Normandie, Rouen, billets d’humeur (2005/2006) et articles sur la transition énergétique en Allemagne
- Journal L’Union, Reims, chronique sur l’environnement (2007/2009) et articles sur le passage au non-nucléaire en Allemagne (2011/2012)
- Atelier des medias

## Ouvrage
- Celui qui marche dans la beauté, Éditions Nuage rouge, Indiens de tous pays avec Friedrich Abel (2012)[5],[6]

## Famille
Robert Fiess est marié à Ingeborg Herbertz, il a deux enfants, Ariane Fiess, fondatrice et animatrice de la compagnie de théâtre de rues, Turbul et Jean-Marc Fiess, photographe et auteur de livres pour la jeunesse et Pop Up

## Associatif
Robert Fiess a créé avec Dominique Krauskopf le club des « Normands qui bougent »,

## Distinction
- Robert Fiess est Chevalier dans l’Ordre national du Mérite (1990)